# 中村政人
中村 政人（なかむら まさと、1963年 - ）は、日本の現代美術家。東京藝術大学教授。
村上隆と共に「中村と村上」展や「大阪ミキサー計画」などを活動を展開した後、コンビニの看板を作品化したシリーズやマクドナルドのMサインを作品化するなど、作品展開を進め、1998年よりアーティスト・イニシアティブ「コマンドN」を主宰。「氷見クリック｣(富山県氷見市)、「ゼロダテ」(秋田県大館市)、「アーツ千代田3331」(東京都千代田区)などの社会芸術家である。

## 経歴
- 1963年 - 秋田県大館市に生まれる。
- 1981年 - 秋田県立大館鳳鳴高等学校を卒業。
- 1987年 - 東京芸術大学美術学部絵画科油画専攻を卒業。
- 1989年 - 東京芸術大学大学院美術研究科絵画専攻壁画を修了。
- 1992年 - 大韓民国政府招待奨学生として、弘益大学大学院西洋画科修士課程修了。
- 2003年 - 東京芸術大学美術学部助教授。（2007年 - 同准教授）
- 2015年 - 東京芸術大学美術学部教授

## 主な作品
「QSC＋mV」 ※マクドナルドのMサイン

## 表現活動
代表的なものは、美術と教育プロジェクトと銘打ったものである。美術家や美術系大学の職員などにインタヴューを通して、美術の解明作業とでもいうべき言説を形成し、インタヴュー集『美術と教育』(1997)、『美術の教育』(1999)、『美術に教育』(2004)の三著作として集成したものがある。中村は、美術、特に日本の美術において存在する、美術に見えざるもの、美術ならざるものを明らかにし、世間に知らしめ、日本の美術を美術にしていくという狙いがあったとしている。これを受けて、2009年に東京芸術大学で行われた展覧会、異界の風景では黄色の粘土を用いて、鑑賞者の美術を変えたいという意思を形象化するという作品を出品した。
東京都千代田区にある文化芸術施設「3331 Arts Chiyoda」の統括ディレクターを務める。その業績により2010年度芸術選奨新人賞（芸術振興部門）受賞。